# Алтын Асыр (платёжная система)
Система «Алтын Асыр» (туркм. «Altyn Asyr» plastik kart sistemasy) — это внутренняя платёжная система Туркменистана на основе банковских платежных карточек. Система «Алтын Асыр» является составной частью платёжной системы Туркменистана. С помощью карты можно осуществлять безналичные расчёты за услуги связи, платежи по счетам за электроэнергию и коммунальные услуги, выполнение кредитных, депозитных операций, электронных переводов денежных средств между держателями пластиковых карт других платёжных систем. Процессинговый центр платежной системы «Алтын Асыр», объединяющий все кредитно-денежные учреждения Туркменистана, находится в «Халкбанке».

## История
Внедрение платежной системы «Алтын Асыр» началось в 2001 году Центральным банком Туркменистана, согласно Постановлению Президента Туркменистана Сапармурата Ниязова. Была поставлена цель объединить уже существующие в туркменских банках локальные карточные системы «Туркменкарт» и «Милликарт», а также оказать содействие остальным банкам по вхождению в единую платежную систему..
На 1 января 2019 года количество выпущенных в обращение банковских пластиковых карт составило свыше 3,1 млн. штук.